# Ignacio Trelles
Ignacio Trelles Campos (Guadalajara, 31 de julho de 1916 – 24 de março de 2020) foi um futebolista e treinador de futebol mexicano. Dirigiu a seleção de seu país nas Copas de 1962 e 1966.

## Carreira
Entre 1932 e 1949, Trelles defendeu, como jogador, o Necaxa, o América e o Monterrey em seu país, além de ter atuado pelo Chicago Vikings, nos Estados Unidos. Pendurou as chuteiras durante sua segunda passagem pelo América, iniciando a carreira de técnico no ano seguinte, no Zacatepec.
Don Nacho, como é mais conhecido, treinou o mesmo Zacatepec entre 1954 e 1958, depois de uma passagem pelo Marte. Outras equipes comandadas por ele foram o Toluca, o Cruz Azul, o América-MEX, o Leones Negros e o Puebla, onde encerrou sua carreira em 1991.
O trabalho mais conhecido de Trelles foi na Seleção Mexicana de Futebol, treinada seis vezes por ele. Sua estreia no comando técnico de La Tri foi em 1957, quando classificou o México para a Copa de 1958, mas não permaneceu para o torneio, dando lugar a Antonio López Herranz. Exerceu a função ainda entre 1960 e 1962, 1965 e 1968 (em paralelo com o trabalho no Toluca); em 1969 (perdeu o lugar para Raúl Cárdenas, o selecionador mexicano na Copa de 1970) e voltaria a comandar a seleção entre 1975 e 1976.
A última vez que Don Nacho treinou o México foi em 1990, quando ainda era técnico do Puebla. Era para ser o selecionador de La Tri para o Mundial da Itália, mas o "Escândalo dos Cachirules" (a FIFA descobriu que quatro atletas mais velhos que a idade-limite disputavam as Eliminatórias para o Mundial Sub-20 de 1989) acabou impedindo o México de participar da competição. No mesmo ano, seu lugar foi ocupado pelo argentino César Luis Menotti, campeão mundial por seu país em 1978.
Morreu no dia 24 de março de 2020, aos 103 anos, em decorrência de um ataque cardíaco.